# أدريانو أوليفيتي
أدريانو أوليفيتي (11 أبريل 1901 - 27 فبراير 1960)، هو مهندس وسياسي وصناعي إيطالي، إزدهر نشاطه الريادي على فكرة أنه يجب إعادة استثمار الربح لصالح المجتمع بأسره. هو ابن كاميلو أوليفيتي مؤسس شركة «Olivett» ووالدته لويزة ريفيل ابنة قس وعالم والداني بارز. اشتهر أدريانو أوليفيتي في جميع أنحاء العالم خلال حياته بصفته المصنّع الإيطالي للآلات الكاتبة والحاسبات وأجهزة الكمبيوتر Olivetti.

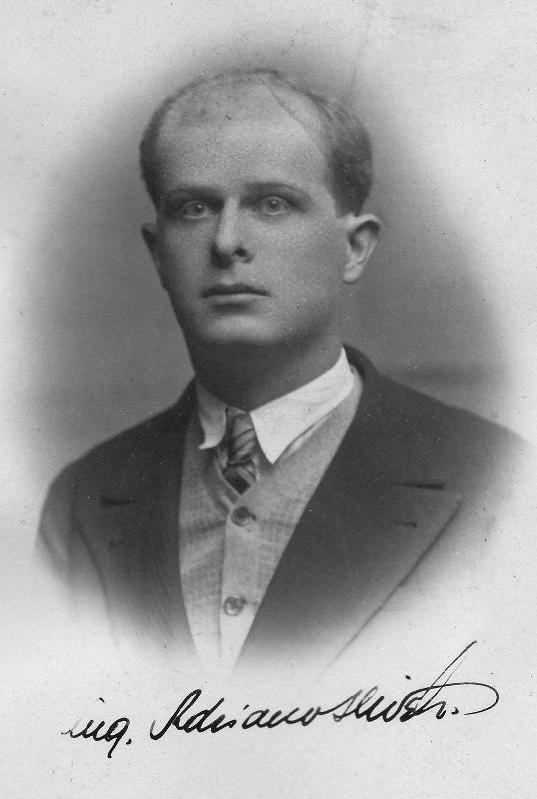
صورة من عام 1925 بتوقيعه.

## روابط خارجية
- مؤسسة Adriano Olivetti
- سيرة Adriano Olivetti
- سيرة Adriano Olivetti القصيرة عن "History Computer" بواسطة IEEE
- . على يوتيوب فيلم إيمانويل بيكاردو على Adriano Olivetti